# Умершие в декабре 2007 года
Это список известных людей, соответствующих установленным критериям значимости (см. Википедия:Критерии значимости персоналий), умерших в декабре 2007 года.
Причина смерти указывается лишь в исключительных случаях (убийство, самоубийство, гибель в результате военных действий, смертная казнь, ДТП или несчастные случаи). В остальных случаях — не указывается.

## Список
- 1 декабря — Макгрегор, Кен (78) — австралийский теннисист и игрок в австралийский футбол.
- 4 декабря — Долуханова, Зара Александровна (89) — певица, Народная артистка СССР.
- 4 декабря — Чип Риз (56) — американский профессиональный игрок в покер.
- 5 декабря — Джон Уинтер (83) — австралийский легкоатлет (прыжок в высоту), чемпион Игр Содружества, чемпион летних Олимпийских игр 1948 года в Лондоне.
- 5 декабря — Карлхайнц Штокхаузен — немецкий композитор, музыкальный теоретик.
- 6 декабря — Николай Калиниченко (82) — советский и украинский врач-хирург, доктор медицинских наук.
- 6 декабря — Александр Ткаченко — русский поэт и правозащитник.
- 9 декабря — Дмитрий Хавин (58) — российский журналист-международник[1].
- 10 декабря — Григорий Климов (89) — (Игорь Борисович Калмыков, Ральф Вернер) писатель, автор многочисленных публикаций конспирологического, евгенистического и нацистского содержания[2].
- 10 декабря — Ашли Астон Мур (26) — американская киноактриса; бронхит
- 12 декабря — Юлий Воронцов (78) — советский и российский дипломат[3].
- 12 декабря — Штиклер, Альфонс Мария — австрийский кардинал и богослов.
- 16 декабря — Немет, Иван — югославский, затем швейцарский шахматист, международный гроссмейстер.
- 20 декабря — Белоусов, Николай Владимирович (81) — Народный учитель Российской Федерации.
- 20 декабря — Кнорре, Елена Сергеевна (82) — советская и российская писательница, журналистка.
- 20 декабря — Паулавичюс, Альгирдас Ромуальдович — российский дирижёр.
- 22 декабря — Хризостом I (80) — архиепископ Кипрский (1977—2006).
- 22 декабря — Грак, Жюльен (97) — французский писатель.
- 22 декабря — Руфь Уоллис (87) — американская певица кабаре.
- 23 декабря — Питерсон, Оскар (82) — канадский джазовый пианист.
- 23 декабря — Лоршейдер, Алоизиу (83) — бразильский кардинал.
- 23 декабря — Васильев, Игорь Алексеевич (69) — Народный артист России, актер МХАТа.[4]
- 24 декабря — Зеликин, Самарий (76) — сценарист и режиссёр, классик теледокументалистики, Заслуженный деятель искусств РФ.
- 25 декабря — Хелимский, Евгений Арнольдович (57) — российский лингвист, доктор филологических наук.
- 26 декабря — Меньшикова, Нина Евгеньевна (79) — Народная артистка России.
- 27 декабря — Беназир Бхутто (54) — экс-премьер-министр Пакистана; убита[5].
- 27 декабря — Кросс, Яан (87) — эстонский писатель.
- 27 декабря — Шиповальников, Виктор Георгиевич (92) —  священник Русской православной церкви, протоиерей.
- 28 декабря — Кавалерович, Ежи (85) — польский кинорежиссер, премия Оскар за фильм «Фараон» (1966).
- 29 декабря — О'Доннелл, Фил (35) — шотландский футболист, полузащитник; умер во время матча.
- 30 декабря — Кучин, Борис Максимович (84) — советский лётчик штурмовой авиации в годы Великой Отечественной войны, старший лейтенант, Герой Российской Федерации (1994)